# Carlskrona (P04)
Carlskrona (P04) je oceánská hlídková loď Švédského námořnictva. Jedná se o víceúčelové plavidlo. Carlskrona byla postavena v letech 1980–1983 jako minonoska (s trupovým číslem M04), sloužící sekundárně též jako cvičná loď, mateřská loď minolovek a velitelská loď. Ve službě nahradila minonosku Älvsnabben (M01). Od roku 2002 plavidlo slouží jako oceánská hlídková loď. Jeho trupové číslo se proto změnilo na P04.

## Stavba
Plavidlo postavila švédská loděnice Karlskronavarvet ve městě Karlskrona. Objednáno bylo 25. listopadu 1977, přičemž stavba byla zahájena o tři roky později. Minonoska byla spuštěna na vodu 28. května 1980 a dne 19. března 1982 byla uvedena do služby.

## Konstrukce

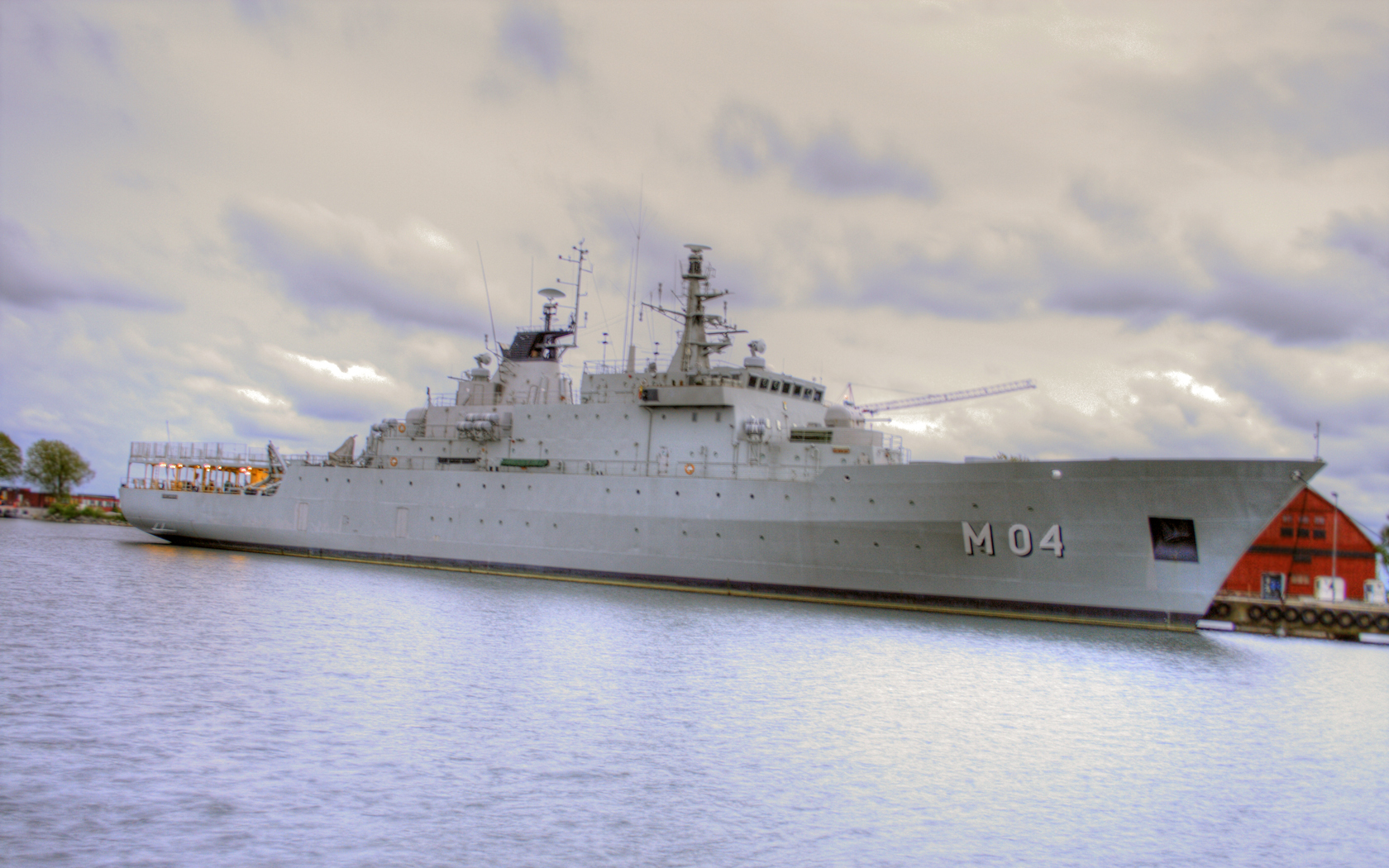
Minonoska Carlskrona (M04)

### Minonoska
Posádku tvořilo 180 osob. Pokud byla Carlskrona použita jako cvičná loď, její posádka byla redukována na 50 osob, které doplnilo 46 instruktorů a 136 kadetů. Byla vybavena dvěma bojovými řídícími centry, z nichž první odpovídalo třídě Hugin a druhé třídě Norrköping (Spica II).
Elektroniku k roku 1990 tvořily dva navigační radary, vyhledávací radar Sea Giraffe 50HC, systém řízení palby Nobel-Tech 9LV200 a sonar Simrad SQ-3D/SF. Plavidlo bylo vyzbrojeno dvěma 57mm kanóny Bofors a dvěma 40mm kanóny Bofors. Kapacita min činila 105 kusů. Na zádi je přistávací plocha pro vrtulník. Pohonný systém tvoří čtyři diesely Nohab-Polar F212-D825 o celkovém výkonu 10 560 bhp, pohánějící dva lodní šrouby. Nejvyšší rychlost dosahuje 20 uzlů.

## Operační služba

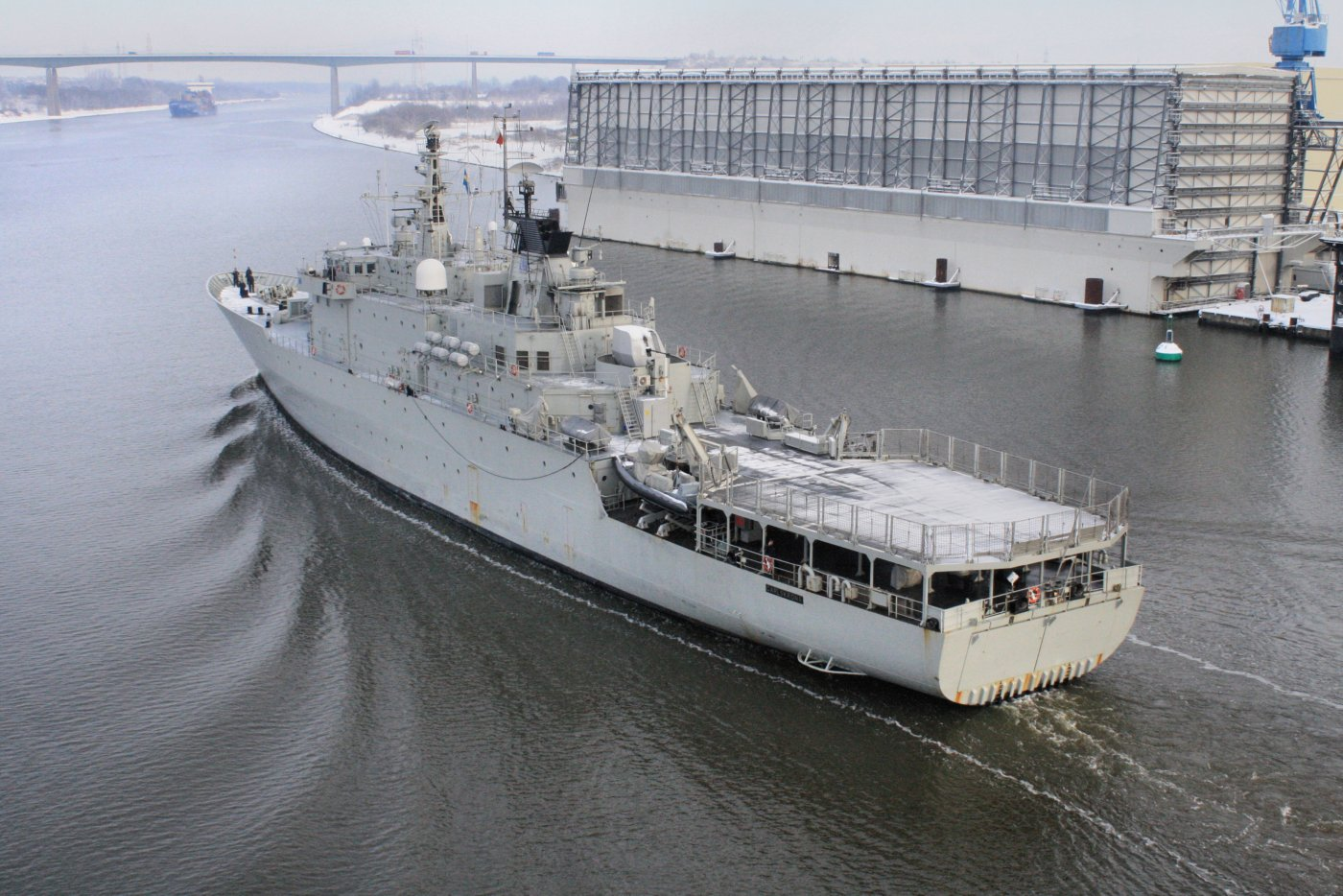
Carlskrona (P04) jako oceánská hlídková loď

Roku 2002 provedla loděnice Kockums rozsáhlou modernizaci plavidla s hodnotě 200 milionů švédských korun. Do služby se Carlskrona vrátila 20. prosince 2002. Od dubna do srpna 2010 byla Carlskrona vlajkovou lodí skupiny plavidel námořních sil EU (EU NAVFOR) nasazených do protipirátské operace Atalanta. Plavidlo následně prodělalo modernizaci, která zlepšila jeho schopnosti plnění protipirátských operací. Do protipirátské mise se loď zapojila také roku 2013. Dne 5. června 2013 se přitom podílela na záchraně 14 indických námořníků, jejichž obchodní plavidlo obsadili piráti.